# ارپولتزهایم
ارپولتسهایم (به آلمانی: Erpolzheim) یک شهر در آلمان است که در Freinsheim واقع شده‌است. ارپولتسهایم ۱٬۲۵۶ نفر جمعیت دارد.